# Jelyzaveta Ruban
Jelyzaveta Ruban (in ucraino Єлизавета Рубан?; Charkiv, 3 marzo 1995) è una pallavolista ucraina naturalizzata azera, schiacciatrice del Bolu.

## Biografia
Nel 2019 ha sposato il calciatore serbo Jovan Krneta.

## Carriera

### Club
La carriera di Jelyzaveta Ruban inizia in patria, dove veste le maglie di Orbita e Halyčanka. Si trasferisce quindi in Azerbaigian nella stagione 2012-13, prendendo parte alla Superliqa col Telekom Baku, seconda squadra del Rabitə Baku. Nel campionato 2014-15 ottiene una doppia licenza, che le permette di giocare in campionato col Telekom e nelle coppe europee col Rabitə, che tuttavia scompare al termine dell'annata, permettendo al Telekom di lottare per lo scudetto: raggiunge quindi due finali per il titolo, perdendo la prima, nonostante venga premiata come miglior attaccante del torneo, e vincendo la seconda, ricevendo inoltre i premi di MVP, miglior attaccante e miglior servizio della Superliqa.
Nella stagione 2017-18 si trasferisce in Italia, difendendo i colori della Savino Del Bene, in Serie A1, mentre in quella seguente è in Russia, dove disputa la Superliga con il Leningradka, militandovi per un biennio. Dopo un periodo di inattività, nel dicembre 2021 torna in campo con il Bolu, prendendo parte alla Sultanlar Ligi 2021-22.

### Nazionale
Dopo aver fatto parte delle selezioni giovanili ucraine, nel 2014 ottiene la cittadinanza azera, diventando nota come Yelizaveta Səmədova, e fa il suo esordio nella nazionale azera in occasione della European League. Vince la medaglia d'oro ai Giochi della solidarietà islamica 2017 e quella di bronzo nell'edizione successiva.

## Palmarès

### Club
- Campionato azero: 1

2016-17

### Nazionale (competizioni minori)
- Giochi della solidarietà islamica 2017
- Giochi della solidarietà islamica 2021

### Premi individuali
- 2016 - Superliqa: Miglior attaccante
- 2017 - Superliqa: Miglior attaccante
- 2017 - Superliqa: Miglior servizio
- 2017 - Superliqa: MVP